# Matthew Gault Emery

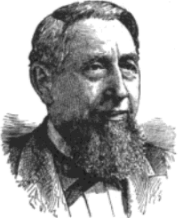
Porträt von Matthew Gault Emery

Matthew Gault Emery (* 28. September 1818 in Pembroke, New Hampshire; † 12. Oktober 1901 in Washington, D.C.) war ein US-amerikanischer Politiker. In den Jahren 1870 und 1871 war er Bürgermeister der Stadt Washington.

## Leben
Im Alter von 19 Jahren kam Matthew Emery nach Baltimore in Maryland, wo er eine Lehre als Architekt und Bauingenieur absolvierte. Im Jahr 1840 zog er nach Washington. Dort arbeitete er in der Baubranche vor allem für die Bundesregierung. Er bearbeitete und lieferte Bausteine für verschiedene Regierungsgebäude. Unter anderem lieferte er den Grundstein für das Washington Monument. Politisch schloss er sich der 1854 gegründeten Republikanischen Partei an. Von 1855 bis 1857 saß er im Stadtrat, dem er ab 1869 erneut angehörte.
Im Jahr 1870 wurde er als Gemeinschaftskandidat von Republikanern und Demokraten zum Bürgermeister der Bundeshauptstadt gewählt. Hintergrund war der Umstand, dass Amtsinhaber Sayles Jenks Bowen für die meisten Republikaner untragbar geworden war, weil er die Rassenintegration über das damals gewünschte Maß hinaus förderte. Außerdem hatte er die städtischen Kassen für seine Integrationspolitik geopfert und Schulden angehäuft. Auch die Demokraten wollten eine Wiederwahl Bowens verhindern und schlossen sich Emery an. Am 13. Juni 1870 trat er sein neues Amt an, das er bis zum 28. Februar 1871 ausübte. Erwähnenswert ist, dass bis 1871 der Bürgermeister von Washington nicht den gesamten District of Columbia verwaltete. Die damals selbständige Stadt Georgetown stellte bis 1871 ihren eigenen Bürgermeister. Emery war der letzte Bürgermeister, der nur für die damalige Stadt Washington ohne Georgetown zuständig war. In seiner kurzen Zeit als Bürgermeister wurden einige Projekte zum Ausbau der Infrastruktur in Angriff genommen. Emery blieb aber nur elf Monate im Amt.
Im Jahr 1871 bildete der Kongress eine Territorialregierung für den gesamten District of Columbia. Leiter dieser Regierung war ein vom US-Präsidenten auf vier Jahre ernannter Gouverneur. Dieses Modell erwies sich bald wegen gravierender Korruptionsfälle als nicht durchführbar und wurde bereits 1874 wieder abgeschafft. Die bis dahin selbständige Stadt Georgetown ging in dem neuen Territorium auf und blieb auch nach der Auflösung der Territorialregierung im Jahr 1874 Teil von Washington D.C. Erster Gouverneur des District of Columbia wurde nicht Matthew Emery, sondern Henry D. Cooke.
Emery blieb in Washington. Er setzte sich für eine selbständige Verwaltung und eine Kongressvertretung für Washington ein. Diese gab es mit Norton P. Chipman als Delegiertem zwischen 1871 und 1875. Danach wurde diese Position bis 1971 wieder abgeschafft. Matthew Emery erwarb das Haus von General William T. Sherman in Washington und lebte dort bis zu seinem Tod am 12. Oktober 1901.